# Laamu-atol
Het Laamu-atol (Haddhunmathi-atol) is een bestuurlijke divisie van de Maldiven.
De hoofdstad van het Laamu-atol is Fonadhoo.

## Geografische indeling

### Atollen
Het Laamu-atol bestaat uitsluitend uit het Haddhunmathi-atol.

### Eilanden
Het Laamu-atol bestaat uit 82 eilanden waarvan er 12 bewoond zijn.

#### Bewoonde eilanden
De volgende bewoonde eilanden maken deel uit van het atol:
1. Dhanbidhoo
2. Fonadhoo
3. Gaadhoo
4. Gan
5. Hithadhoo
6. Isdhoo
7. Kalaidhoo
8. Kunahandhoo
9. Maabaidhoo
10. Maamendhoo
11. Maavah
12. Mundoo

#### Onbewoonde eilanden
De volgende onbewoonde eilanden maken deel uit van het atol:
1. Athahédha
2. Berasdhoo
3. Bileitheyrahaa
4. Bodufenrahaa
5. Bodufinolhu
6. Boduhuraa
7. Bodumaabulhali
8. Bokaiffushi
9. Dhekunu Vinagandu
10. Faés
11. Fonagaadhoo
12. Fushi
13. Gasfinolhu
14. Guraidhoo
15. Hanhushi
16. Hedha
17. Holhurahaa
18. Hulhimendhoo
19. Hulhisdhoo
20. Hulhiyandhoo
21. Kadhdhoo
22. Kalhuhuraa
23. Kandaru
24. Kudafares
25. Kudafushi
26. Kudahuraa
27. Kudakalhaidhoo
28. Kukurahaa
29. Maakaulhuveli
30. Maandhoo
31. Maaveshi
32. Mahakanfushi
33. Medhafushi
34. Medhoo
35. Medhufinolhu
36. Medhuvinagandu
37. Munyafushi
38. Olhutholhu
39. Olhuveli
40. Thunburi
41. Thundudhoshufushi Nolhoo
42. Uthuruvinagandu
43. Uvadhevifushi
44. Vadinolhu
45. Veligandufinolhu
46. Ziyaaraiffushi

Haa Alif-atol · Haa Dhaalu-atol · Shaviyani-atol · Noonu-atol · Raa-atol · Baa-atol · Lhaviyani-atol · Kaafu-atol · Alif Alif-atol · Alif Dhaal-atol · Vaavu-atol · Meemu-atol · Faafu-atol · Dhaalu-atol · Thaa-atol · Laamu-atol · Gaafu Alif-atol · Gaafu Dhaalu-atol · Gnaviyani-atol · Seenu-atol · Malé